# Maja w ogrodzie
Maja w ogrodzie (od 8 stycznia 2017 roku jako ,,Nowa Maja w ogrodzie") – magazyn poradnikowy, emitowany od 10 września 2004 roku do 1 stycznia 2017 roku w TVN Meteo, od 8 stycznia 2017 roku w HGTV. Od 4 stycznia 2009 roku do 31 grudnia 2017 roku w niedziele o 7.55 program emitowany był w TVN, od 8 stycznia 2018 roku emitowany jest w poniedziałki o 7:25.
Prowadzony przez prezenterkę Maję Popielarską program premierę ma w HGTV (dawniej w TVN Meteo Active) w każdą niedzielę o 9:25, a w TVN w każdy poniedziałek o 7:25. 
W magazynie Maja przedstawia m.in. nowe odmiany roślin, nowinki techniczne w sprzęcie ogrodowym, omawia co należy robić w ogrodzie oraz jak aranżować przestrzeń ogrodową, balkonową lub parapety. 
W prawie każdym odcinku tytułowa bohaterka 20-minutowego magazynu zaprasza gości. 
Powtórki programu emitują też stacje TVN Style i TVN24. Od 7 marca 2010 roku po programie „Maja w ogrodzie” emitowany jest cykl „Akademia ogrodnika”. 
15 czerwca 2014 roku w TVN wyemitowano 500 odcinek magazynu.
Od 8 stycznia 2017 roku w HGTV (w TVN od 15 stycznia 2017 roku) program emitowany jest pod nową nazwą „Nowa Maja w ogrodzie” z nową czołówką.